# ドロップスのうた
ドロップスのうたは、まど・みちお作詞、大中恩作曲の童謡。

## 概要
NHKの『みんなのうた』や『おかあさんといっしょ』などで放送された童謡で、皆が食べているドロップスを、太古の昔の神様の涙に例えた歌。
『みんなのうた』では1963年10月 - 11月に放送。歌は弘田三枝子で、映像は中原収一製作のアニメーション。
『みんなのうた』内での再放送はされていないものの、各社の『みんなのうた』関連や『おかあさんといっしょ』関連のCDには収録されている。

## 録音した歌手
- 山野さと子
- ひばり児童合唱団